# David Faulkner (Hockeyspieler)
David Andrew Vincent Faulkner (* 10. September 1962 in Portsmouth) ist ein ehemaliger britischer Hockeyspieler, der mit der Britischen Nationalmannschaft 1988 Olympiasieger war.

## Sportliche Karriere
Der Defensivspieler David Faulkner trat in 69 Länderspielen für die Britische Nationalmannschaft und in 81 Länderspielen für die Englische Nationalmannschaft an.
1986 erreichten die Engländer bei der Weltmeisterschaft in London das Finale und unterlagen dann den Australiern mit 1:2. Ebenfalls Silber gewannen die Engländer bei der Europameisterschaft 1987 in Moskau, als sie das Finale gegen die Niederländer erst im Siebenmeterschießen verloren. Bei den Olympischen Spielen 1988 in Seoul spielte Faulkner in allen sieben Spielen und bildete zusammen mit Paul Barber das Verteidigerduo. Mit einem 3:2-Halbfinalsieg gegen die Australier und einem 3:1-Finalsieg gegen die Deutschen gelang den Briten nach 68 Jahren wieder ein Olympiasieg. Bei der Weltmeisterschaft 1990 in Lahore wurde Faulkner mit der englischen Auswahl noch einmal Fünfter.
David Faulkner spielte für den Havant Hockey Club, der 1988 mit Faulkner und Russell Garcia zwei Olympiasieger stellte.